# Sorex granarius
Sorex granarius (Мідиця іберійська) — вид роду мідиця.

## Таксономія
Спершу вид був описаний як підвид Sorex araneus, але був зведений у статус виду в 1975 за каріологічними і морфологічними характеристиками.

## Опис
Хутро темно-коричневе, а черево жовтувато-сіре. Голова і тіло завдовжки близько чотирьох дюймів, хвіст — приблизно три чверті цеї довжини. Вага не перевищує шести грамів.

## Поширення
Це ендемік Піренейського півострова, де проживає у північній Португалії (на північ від річки Тежу) і центральній Іспанії. Він знаходиться в місцевості Атлантичного клімату, де населяє різні лісові й чагарникові місця проживання. Також зустрічається на оброблених полях, коло потоків і на берегах річок, на схилах і скелясті ділянках поруч з пасовищами. Віддає перевагу вологим місцям і обмежується районами, де річна кількість опадів перевищує 600 мм.

## Загрози та охорона
У Португалії виду може локально загрожувати руйнування середовища проживання і пестициди, а також скорочення великої кількості безхребетних, здобичі цього виду. Включений до Додатка III Бернської конвенції. Живе у багатьох природоохоронних територіях. 